# 青銅の騎士 (詩)

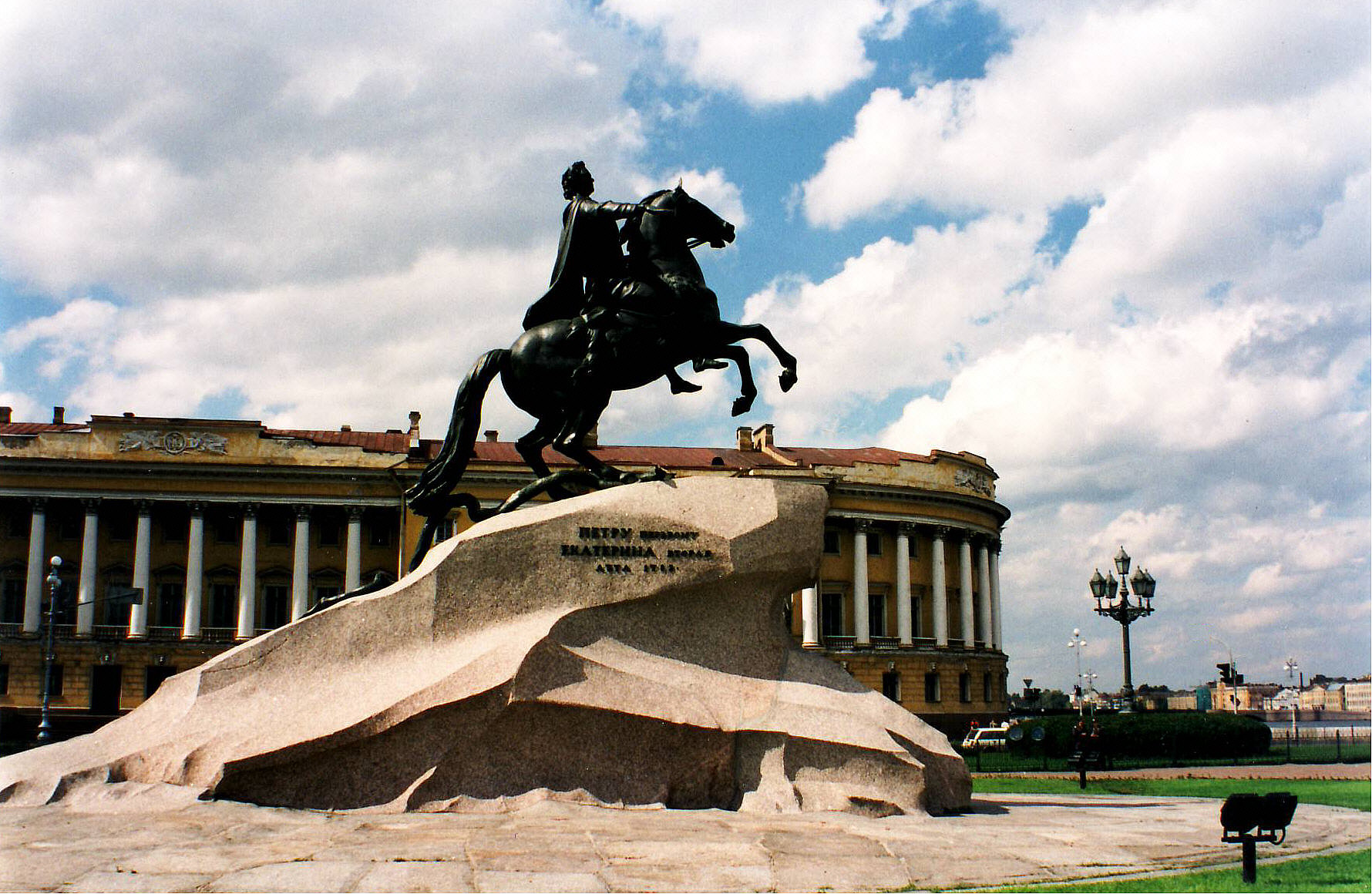
青銅の騎士の像

『青銅の騎士』（せいどうのきし、ロシア語: Медный всадник）は、ロシアの文学者アレクサンドル・プーシキンが1833年に書いた長編叙事詩。サンクトペテルブルクのネヴァ川左岸に立つピョートル大帝の騎馬像に題材をとったもの。この詩が有名になったため、騎馬像も「青銅の騎士」と呼ばれている。

## 概要
サンクトペテルブルク市を創建したピョートル大帝の騎馬像は、エカチェリーナ2世の命で作られ、1782年に完成した。プーシキンはそれを題材にしたこの叙事詩で、厳しくも美しいロシアの自然、それを克服しようとする英雄、そこで暮らす人たちの愛を描いており、ロシアの詩の原点として、多くの人たちから愛されている。

## 内容
全体は3つの部分、序章（90行）、第1部（164行）、第2部（222行）から成っている。序章では、まず1703年にピョートル大帝がネヴァ川のほとりに立ち、都市の建設を決意することを述べ、次に作者自身の第一人称で、
| Люблю тебя, Петра творенье, Люблю твой строгий, стройный вид, Невы державное теченье, Береговой её гранит, ... | 私はおまえが好きだ、ピョートルの建築物よ、 おまえの厳格な、均整の取れた景色が好きだ、 ネヴァ川のゆるやかな流れが、 町の大理石を洗う… |

と述べる箇所は、ロシア人およびロシア語の初学者が一度はみな暗誦しようと試みるような、有名なくだりである。
第1部は嵐の中を流れるネヴァ川の描写で始まり、そこで暮らすエヴゲーニーと、彼が愛するパラーシャの話に移り、彼は眠りに落ち、夢の中でネヴァ川の洪水に遭う。
第2部でエヴゲーニーはパラーシャの家を探すが、それは破壊されている。彼は気が違って町をさまよう。そしてピョートル大帝の像をのろうと、その像は急に生き返り、エヴゲーニーを追う。そしてある死体がネヴァ川でまもなく発見される。

## 影響

### 音楽
- バレエ音楽『青銅の騎士』作品89

プーシキンの詩に基づいて、ロシア帝国（現在のウクライナ）出身の作曲家 レインゴリト・グリエールが1948-49年に作曲した作品。バレエそのものが上演される機会は少ないものの、バレエ音楽から十数曲を抜粋した演奏会用組曲は広く知られる。この楽曲の終曲「偉大な都市への賛歌」は現在、2003年の公募でつけられた歌詞とともにアレンジされサンクトペテルブルクの市歌にも採用されている。当地での音楽会ではしばしばこの曲が単独でアンコールに演奏され、その時には聴衆は皆立ち上がってこれを聴き、最後にまた拍手喝采をする習慣がある。日本においては、近年では、当該バレエ音楽の演奏会用組曲から編曲された吹奏楽編曲版も知られ、コンクールの自由曲や、演奏会のプログラムとしてしばしば取り上げられている。